# Svea hjältar
Svea hjältar är det första albumet av den svenska vikingarockgruppen Ultima Thule, utgivet för första gången i juni 1991. 
En demo för författande av sångtexter skickades inför albumets produktion till sångare Jan Thörnblom, som då tjänstgjorde som FN-soldat i Libanon.
Albumet marknadsfördes inte kommersiellt av musikgruppen själv i samband med utgivningen men sålde ändå slut på kort tid. I elva veckor, 30 juni–20 oktober 1993, befann sig skivan på Sverigetopplistan. Topplaceringen blev 10:e plats.

## Låtförteckning
Alla låtar har skrivits av Jan Thörnblom, såvida inget annat anges.
| Nr  | Titel                 | Kompositör | Längd |
| --- | --------------------- | ---------- | ----- |
| 1.  | Ragnarök              |            | 3:59  |
| 2.  | En skägglös dundergud |            | 4:14  |
| 3.  | Mitt land             |            | 4:42  |
| 4.  | Kring Sveriges fana   |            | 5:08  |
| 5.  | Festsång i Odens sal  |            | 3:15  |
| 6.  | Ensamt öga            |            | 3:05  |
| 7.  | Protect and Preserve  |            | 3:10  |
| 8.  | Election Day          |            | 2:35  |
| 9.  | The Story of a Witch  |            | 2:51  |
| 10. | Ravens                |            | 3:12  |

## Listplaceringar
| Lista (1993) | Topplacering |
| ------------ | ------------ |
| Sverige      | 10           |

### Fotnoter
1. ↑  ”Svea Hjältar, UT Records 1992 | Ultima Thule”. web.archive.org. 17 september 2016. Arkiverad från originalet den 17 september 2016. https://web.archive.org/web/20160917181042/http://www.ultimathule.nu/svea-hjaltar-ut-records-1992/. Läst 26 januari 2021.
2. ↑  ”Svea hjältar”. Hung Medien. 23 mars 1993. https://hitparad.se/showitem.asp?interpret=Ultima+Thule&titel=Svea+hj%E4ltar&cat=a. Läst 23 mars 2021.